# Helius creper
Helius creper là một loài ruồi trong họ Limoniidae. Loài này được Alexander miêu tả khoa học lần đầu tiên năm 1926. Helius creper phân bố ở vùng Tân nhiệt đới.